# Beleuți, Fălești
Beleuți (Bilieni) este un sat situat în vestul Republicii Moldova, în Raionul Fălești. Aparține administrativ de comuna Natalievca. La recensământul din 2004 avea o populație de 231 locuitori.